# Margaretha Bontekoe
Margaretha Bontekoe is een personage in het Nederlandse kinderprogramma De Fabeltjeskrant. Ze komt in beide series voor. Vanaf de tweede serie werd ze kortweg Greet Koe genoemd.
In 1972 kwam Margaretha met haar echtgenoot Teun Stier naar het Grote Dierenbos nadat ze waren weggelopen van de boerderij. Ze gingen wonen in een stal gebouwd door Ed en Willem Bever. Teun startte een handel in zuivelproducten en Margaretha zorgde voor de benodigde melk, hierbij geholpen door Bor de Wolf. In 1974 doekte het echtpaar de handel op en vertrok naar het Verre Dierenbos.
In de tweede serie, in 1985, kwam Margaretha weer terug in het Grote Dierenbos, gescheiden en geëmancipeerd. Ze had haar naam afgekort tot Greet Koe. Ze maakte van haar stal een ontmoetingsplek voor de vrouwtjesdieren van het bos.
In de tijd vlak na haar komst in het Grote Dierenbos deed ze niet anders dan loeien, dialoog had ze niet. Dit geloei werd gedaan door Frans van Dusschoten. Vanaf het moment dat ze begon te praten, werd haar stem ingesproken door Elsje Scherjon.